# Jean-Pierre Solié

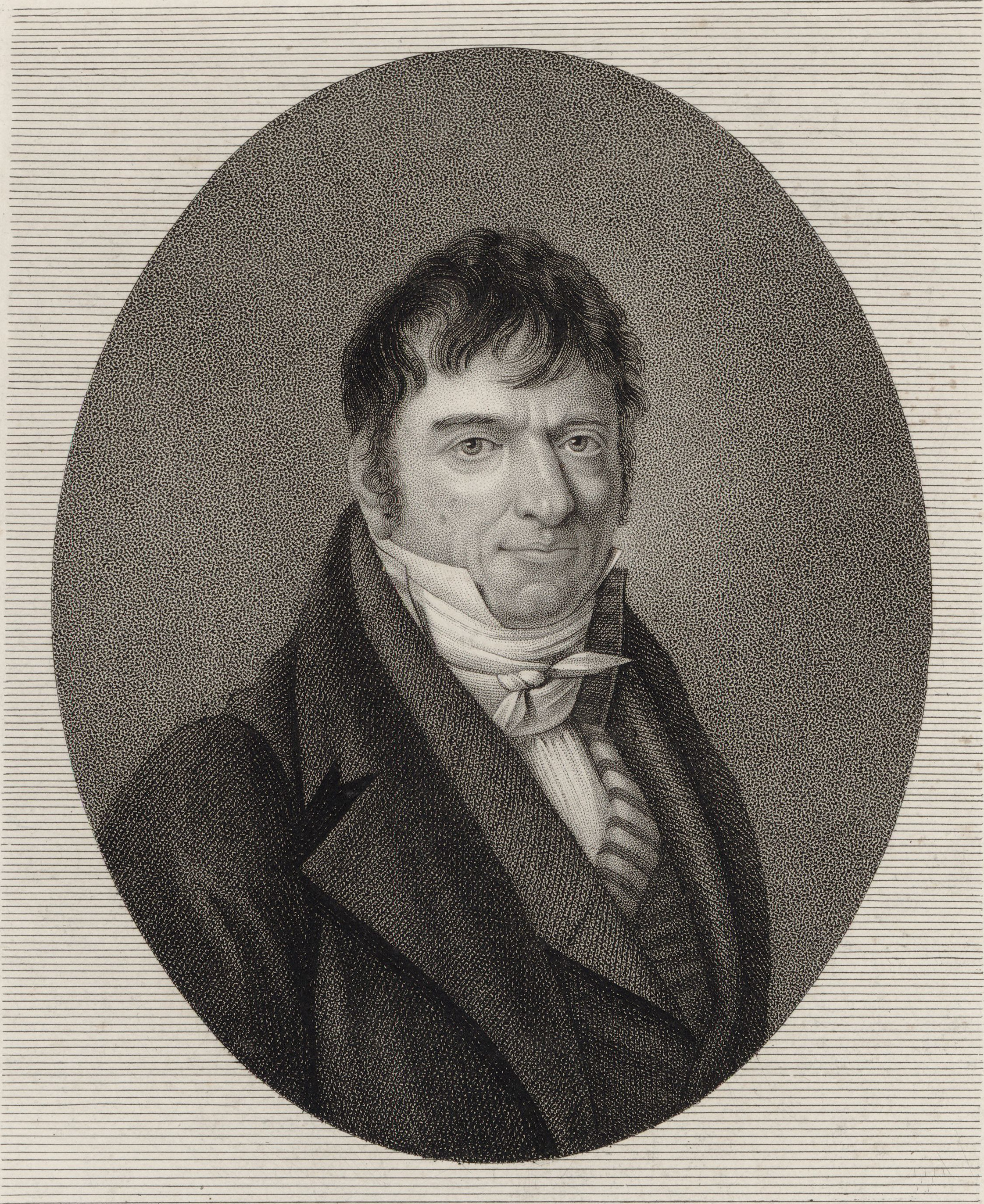
Jean-Pierre Solié efter Henri-François Riesener.

Jean-Pierre Solié, född 1755 i Nîmes, död den 6 augusti 1812 i Paris, var en fransk operasångare och -kompositör.
Solié skördade stora triumfer som barytonist vid Opéra-comique i Paris och komponerade 1795-1811 en mängd (34) komiska operor, som delvis hade framgång genom sin behagliga musik, bland andra Le secret (svensk översättning "Hemligheten", uppförd i Stockholm 72 gånger åren 1800–1833), Le jockey ("Den unge betjenten", Stockholm, 1799) och Le diable à quatre ("Det lyckliga trolleriet", Stockholm, 1811). 